# Subbase
En topología, una subbase para un espacio topológico X con topología T, es una subcoleción B de T la cual genera a T, en el sentido que T es la topología más pequeña que contiene a B. Una definición levemente diferente es usada por algunos autores y existen otras formulaciones equivalentes de la definición; estas son discutidas a continuación.

## Definición
Sea X un espacio topológico con topología T. Una subbase de T es usualmente definida como una subcolección B de T que satisface una de las dos siguientes condiciones equivalentes:
1. La subcolección B genera la topología T. Esto significa que T es la topología más pequeña que contiene a B: cualquier topología U en X que contiene a B también debe contener a T.
2. La colección de conjuntos abiertos construida con X y todas la intersecciones finitas de los elementos de B forman una base para T. Esto significa que todo conjunto abierto propio no vacío en T puede ser escrito como una unión de intersecciones finitas de elementos de B.

Explícitamente, dado un punto x en un conjunto abierto propio U (vecindad de x) existen varios conjuntos finitos S1, …, Sn de B, tales que la intersección de estos conjuntos contiene a x y está contenida en U.
(Note que si usamos la definición de intersección no vacía, entonces no es necesario incluir X en la segunda definición.)
Para alguna subcolección S del conjunto de partes P(X), existe una única topología que tiene a S como una subbase. En particular, la intersección de todas las topologías en X que contiene a S, satisface esta condición. En general, no siempre existe una única subbase para una topología dada.
Por lo tanto, podemos comenzar con la topología fija y encontrar subbases para dicha topología, y podemos también comenzar con una subcolección arbitraria del conjunto de partes P(X) y formar la topología generada por esa subcolección. Podemos libremente usar cualquiera de las definiciones equivalentes dadas anteriormente; ciertamente en muchos casos, una de las dos condiciones es más útil que la otra.

## Definición alternativa
Algunas veces, una definición levemente diferente de subbase es dada, la cual requiere que la subbase B recubra a X. En este caso, X es un conjunto abierto en la topología generada porque es la unión de todos los {Bi} mientras Bi varia sobre B. Esto significa, que no pueden existir confusiones referentes al uso de la intersección no vacía, en la definición.
Sin embargo, con esta definición, las dos definiciones anteriores, no siempre son equivalentes. En otras palabras, existen espacio X con topología T, tales que existe una subcolección B de T, tal que T es la topología más pequeña que contiene a B, donde B no cubre a X todavía. En la práctica, es una rara ocurrecia; una subbase de un espacio que satisface el T1 debe ser una cobertura de este espacio.

## Ejemplos
La topología usual en los números reales R tiene una subbase formada por todos los intervalos abiertos semi-infinitos de la forma {\displaystyle (-\infty ,a)} o de la forma {\displaystyle (b,\infty )} donde a y b son números reales. Juntos generan la topología usual desde las intersecciones {\displaystyle (a,b)=(-\infty ,b)\cap (a,\infty )} para a < b. Una segunda subbase es formada tomando la subfamilia donde a y b son racionales. Esta segunda subbase también genera la topología usual, ya que los intervalos abiertos (a,b) con a, b racionales forman una base para la topología usual Euclidiana.
La subbase formada por todos los intervalos abiertos semi-infinitos de la forma {\displaystyle (-\infty ,a)}, donde a es un número real, no genera la topología usual. La topología resultante no satisface el axioma T1 de separación, que hable de que todos los conjuntos abiertos que tiene una intersección no vacía.
La topología inicial definida por la familia de funciones fi : X → Yi, donde cada Yi tiene una topología, es la topología más gruesa en X, tal que cada fi es continua; ya que la continuidad puede ser definida por las imágenes inversas de los conjuntos abiertos; esto significa que la topología más débil en X es dada tomando todas las fi−1(Ui), donde Ui varia en todo el conjunto abierto de Yi, como una subbase.
Dos casos especiales muy importantes de la topología inicial son la topología producto, donde la familia de funciones es el conjunto de proyecciones desde el producto a cada factor, y el subespacio topológico, donde la familia consta de solo una función, la función de inclusión.
La topología compacta abierta, en el espacio de funciones continuas de X a Y tiene por una subbase el conjunto de funciones
{\displaystyle V(K,U)=\{f\colon X\to Y\mid f(K)\subset U\}}
donde K es un espacio compacto y U es abierto en Y.

## Resultados
El Lema de la Subbase de Alexander dice:
 Sea {\displaystyle X} un espacio topológico y {\displaystyle {\cal {S}}} una subbase para la topología de {\displaystyle X}. Supongamos que para cada colección de subbásicos
que cubren a {\displaystyle X} existe una subcolección finita que cubre a {\displaystyle X}. Entonces {\displaystyle X} es compacto.

Demostración: Supóngase que {\displaystyle X} no es compacto. Entonces existe {\displaystyle {\cal {C}}} cubierta abierta (de conjuntos básicos) que no tiene una subcubierta finita.
Construyamos la familia {\displaystyle {\cal {F}}=\{{\mbox{las cubiertas abiertas de}}\ X\ {\mbox{que no tienen subcubiertas finitas}}\}.}
Este conjunto está parcialmente ordenado y cada subcolección de ésta que este totalmente ordenada tiene una cota superior.
Entonces, por el Lema de Zorn, {\displaystyle \exists {\cal {{C}\in {\cal {F}}}}} una cubierta maximal, y esto implica que {\displaystyle {\cal {C}}} es una cubierta abierta de básicos que no tiene subcubierta finita.
Sea {\displaystyle U_{\alpha }\in {\cal {C}}} básico, entonces {\displaystyle \exists S_{\alpha _{1}},...,S_{\alpha _{r}}} subbásicos tales que
{\displaystyle U_{\alpha }=S_{\alpha _{1}}\cap \cdots \cap S_{\alpha _{r}}}.
Afirmamos que al menos uno de los {\displaystyle S_{\alpha _{i}}\in {\cal {C}}}.
Para probar esto supongamos que todos los {\displaystyle S_{\alpha _{1}},...,S_{\alpha _{r}}\not \in {\cal {C}}}.
Si cada {\displaystyle S_{\alpha _{i}}\not \in {\cal {{C},\forall \alpha _{r}}}}, entonces:
{\displaystyle {\cal {{C}\cup \{S_{\alpha _{i}}\}\not \in {\cal {F}}}}},
y así se tiene que hay una subcubierta finita que cubre a {\displaystyle X} y
lo anterior implica que cubre a {\displaystyle X\smallsetminus S_{\alpha _{i}}} con finitos elementos de
{\displaystyle {\cal {{C}\cup \{S_{\alpha _{i}}\}}}}, en otras palabras,
{\displaystyle X\smallsetminus S_{\alpha _{i}}} se cubre con finitos elementos de {\displaystyle {\cal {C}}}.
Pero
{\displaystyle X\smallsetminus U_{\alpha }=(X\smallsetminus S_{\alpha _{1}})\cup \cdots \cup (X\smallsetminus S_{\alpha _{r}})}.
Si cada {\displaystyle X\smallsetminus S_{\alpha _{i}}} se cubre con finitos elementos de
{\displaystyle {\cal {C}}} entonces {\displaystyle X\smallsetminus U_{\alpha }} también y como
{\displaystyle X=(X\smallsetminus U_{\alpha })\cup U_{\alpha }} entonces {\displaystyle X} sería cubierto con finitos elementos
de {\displaystyle {\cal {C}}}, lo cual es una contradicción.
Ahora, si para cada {\displaystyle U_{\beta }\in {\cal {C}}} existe un subbásico {\displaystyle S_{\beta }} con {\displaystyle U_{\beta }\subseteq S_{\beta }},
luego {\displaystyle X} también tiene una cubierta de subbásicos para {\displaystyle X}.
Por hipótesis tenemos finitos subbásicos para cubrir a {\displaystyle X}, lo que implica que hay finitos básicos {\displaystyle U_{\alpha }} para cubrir a {\displaystyle X}, lo cual contradice la elección de {\displaystyle {\cal {C}}}. Entonces la familia {\displaystyle {\cal {F}}} es vacía y la suposición de que {\displaystyle X} no es compacta es falsa,
por lo tanto {\displaystyle X} es compacto. {\displaystyle \Box }
Este lema permite una demostración del Teorema de Tíjonov. Yay!!!!